# Смирнов, Сергей Валентинович
Сергей Валентинович Смирнов (17 сентября 1960 года — 18 сентября 2003 года) — советский и российский легкоатлет (толкание ядра).

## Карьера
Тренеры: с 1979 по 1984 года Заслуженный тренер РСФСР Якунин А. В., c 1984 года Заслуженный тренер СССР Андреев А. В.
Участник Летней Олимпиады 1988 года в Сеуле. Квалифицировался с результатом 20.48, но в финале толкнул ядро на 20.36 и стал восьмым.
| Год  | Турнир                 | Город        | Место | Результат |
| ---- | ---------------------- | ------------ | ----- | --------- |
| 1983 | Универсиада            | Эдмонтон     | 3     | 19,61 м   |
| 1986 | Чемпионат Европы (зал) | Мадрид       | 2     | 20,36 м   |
| 1986 | Игры Доброй Воли       | Москва       | 1     | 21,79 м   |
| 1987 | Чемпионат мира (зал)   | Индианаполис | 3     | 20,67 м   |
| 1987 | Чемпионат Европы (зал) | Льевен       | 3     | 20,97 m   |
| 1988 | Олимпийские Игры       | Сеул         | 8     | 20,36 м   |
| 1990 | Чемпионат Европы       | Сплит        | 4     | 20,45 м   |
| 1991 | Чемпионат мира (зал)   | Севилья      | 9     | 18,87 м   |
| 1993 | Чемпионат мира (зал)   | Торонто      | 7     | 19,59 м   |

- Серебряный призёр розыгрыша Кубка мира (1985) — 21.72
- Победитель Кубка Европы (1985)

### Внутренние соревнования
- 3-кратный чемпион СССР в толкании ядра (1985, 1986, 1987).
- Серебряный призёр Спартакиады народов СССР в толкании ядра (1983)
- 3-кратный победитель зимнего чемпионата СССР в толкании ядра (1987, 1990, 1991)
- Победитель Мемориала братьев Знаменских (1985)
- Чемпион России в толкании ядра в помещении (1993).
- Чемпион России в толкании ядра в помещении (1993).
- Серебряный призёр чемпионата России в толкании ядра (1994).
- Бронзовый призёр чемпионата России в толкании ядра (1993).
- Бронзовый призёр чемпионата России в толкании ядра (1993).

## Факты биографии
Окончил ГДОИФК им. П. Ф. Лесгафта.
Похоронен на Северном кладбище Санкт-Петербурга.